# Podolien-Blindmaus
Die Podolien-Blindmaus (Spalax zemni; Synonym: Spalax polonicus oder Spalax podolicus) ist ein zu den Blindmäusen (Spalacinae) gehörendes, unterirdisch lebendes Nagetier. Sie lebt endemisch in der westlichen Ukraine, wo ihr Verbreitungsgebiet auf Sand- und Ruderalflächen der Steppe begrenzt ist.

## Merkmale
Die Podolien-Blindmaus hat eine Kopf-Rumpf-Länge von etwa 20 bis 31 Zentimetern und wiegt etwa 370 bis 570 Gramm. Die Männchen sind etwas größer als die Weibchen. Sie hat keinen äußerlich erkennbaren Schwanz und entspricht in ihrem Habitus einer typischen Blindmaus. Da wie bei allen Blindmäusen über ihre Augen Haut gewachsen ist, sind diese Tiere blind. Der Körper ist schiefergrau mit rötlicher Tönung gefärbt, der Kopf ist etwas heller grau-weiß und kann einzelne weiße Flecken besitzen. Die Bauchseite ist hellgrau.
Die Tiere haben einen diploiden Chromosomensatz von 2n=62 Chromosomen.

## Verbreitung

Verbreitungsgebiet der Podolien-Blindmaus in der Ukraine

Die Podolien-Blindmaus kommt nur im Westen der Ukraine auf sandigen Standorten vor. Die Art kommt von der Nähe zur polnischen Grenze im Osten bis zum Fluss Dnepr in der Zentralukraine und im Süden bis zur moldawischen Grenze vor.

## Lebensweise
Über die Lebensweise der Podolien-Blindmaus liegen nur wenige Angaben vor. Der steppenartige Lebensraum der Tiere zeichnet sich durch eine spärliche Vegetation aus, sie kommen jedoch auch in Waldgebieten und landwirtschaftlich genutzten Flächen vor. Sie ernähren sich von Luzerne, Zichorien, Winden, Malven sowie von jungen Sämlingen von Eichen, Maulbeeren und Akazien.

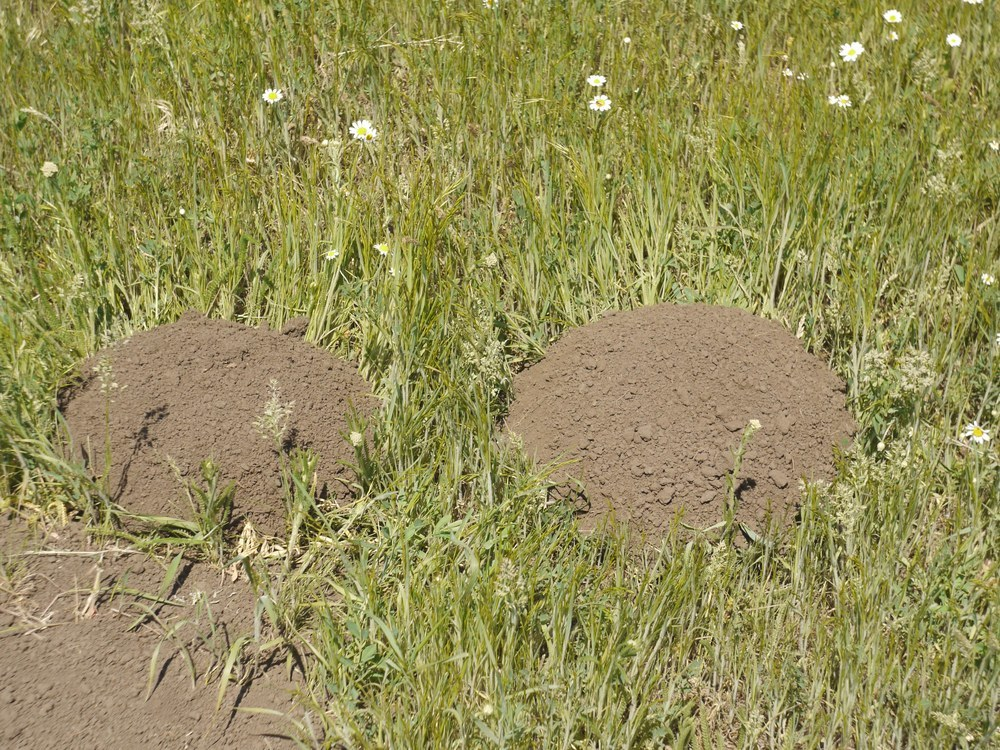
Auswurfhügel der Podolien-Blindmaus

Die Blindmäuse sind unterirdisch lebende Einzelgänger in abgegrenzten Revieren und verhalten sich aggressiv gegenüber Artgenossen. Ihre zur Nahrungssuche genutzten Tunnel befinden sich nahe der Erdoberfläche in Tiefen von 13 bis etwa 20 Zentimetern, zudem besitzen die Baue Kammern in Tiefen von 95 bis 275 Zentimetern, die mit dem oberen Tunnelsystem über vertikale Schächte verbunden sind. Die Länge der Tunnel hängt vom Alter ab, sie variiert von etwa 10 Metern bei jungen Tieren und frischen Tunneln bis zu 210 Metern bei älteren Systemen ausgewachsener Tiere. In der Regel haben sie zwei Brutkammern sowie drei bis sechs Lagerkammern, in denen Futter eingelagert wird, und einzelne Toilettenkammern. Die Auswurfhügel haben einen typischen Durchmesser von 30 bis etwa 70 Zentimetern und eine Höhe von 10 bis etwa 25 Zentimetern. Typischerweise leben bis zu acht Individuen pro Hektar. In weniger geeigneten Gebieten ist die Dichte geringer.
Fressfeinde der Podolien-Blindmaus sind vor allem Kleinraubtiere wie Füchse, Marder wie der Steppeniltis (Mustela eversmanii) oder der Europäische Iltis (Mustela putorius), Haushunde und Hauskatzen sowie Greifvögel wie der Adlerbussard (Buteo rufinus).

## Systematik

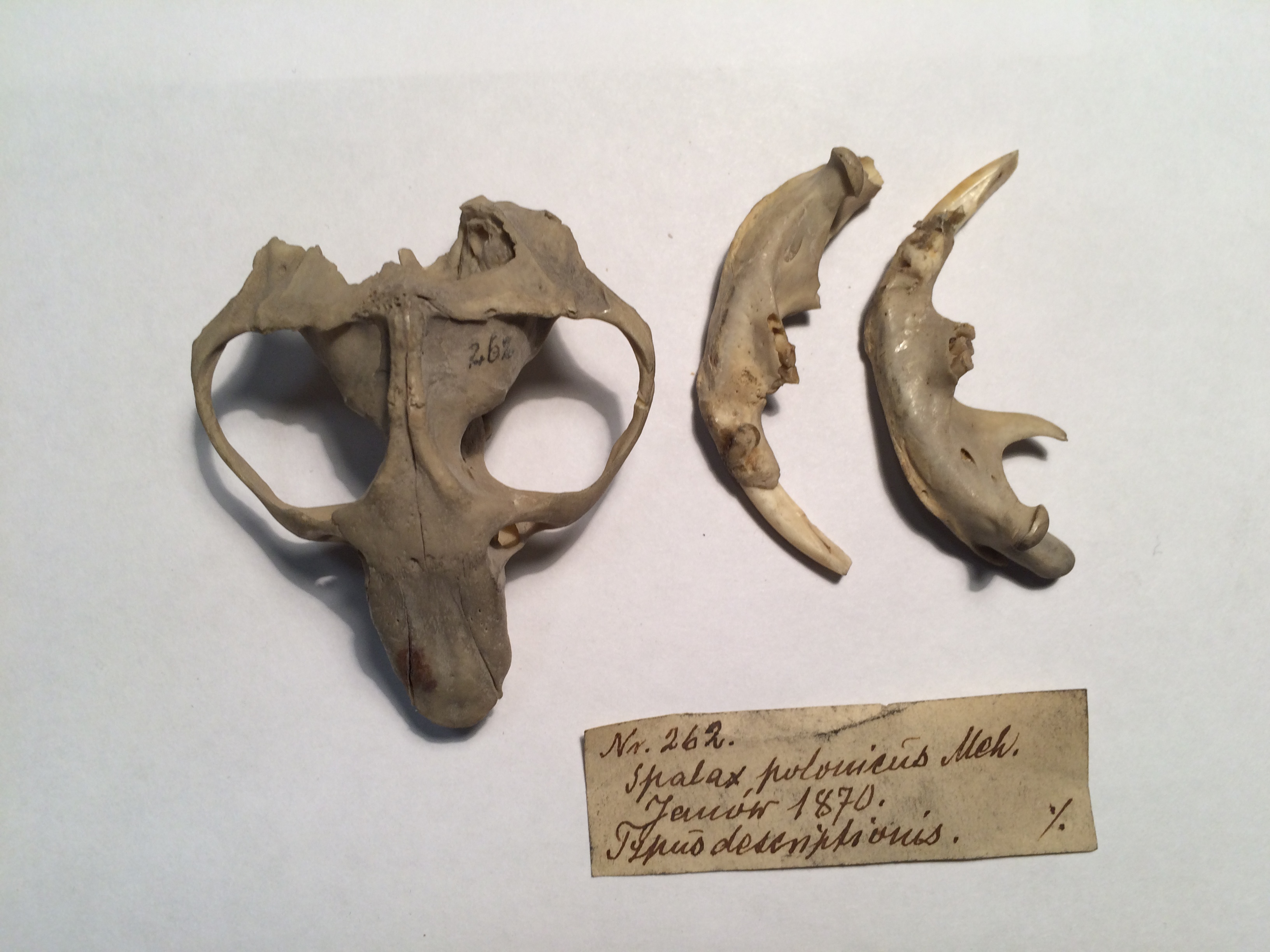
Schädel der Podolien-Blindmaus, Sammlung von 1870

Die Podolien-Blindmaus wurde im Jahr 1777 von dem deutschen Naturforscher Johann Christian Polycarp Erxleben unter dem Namen Glis zemni als neue Art in der Gattung Glis beschrieben und so dem Siebenschläfer als verwandte Art zugeordnet. Er beschrieb die Art anhand von Individuen aus der Region nahe Ternopil im Westen der Ukraine. Sie wird als Schwesterart der ebenfalls endemisch in der Ukraine lebenden Sandblindmaus (Spalax arenarius) betrachtet, die in der Vergangenheit teilweise als Unterart oder Synonym der Podolien-Blindmaus betrachtet wurde. Synonyme für Spalax zemni sind Spalax diluvii Nordmann, 1858, Spalax podolicus Trouessart, 1897 und Spalax polonicus Méhely, 1909.
Die Art ist monotypisch, innerhalb der Art werden entsprechend keine Unterarten unterschieden.
Der deutsche Name der Art leitet sich ab von der historischen Region Podolien, nach der sie auch von Édouard Louis Trouessart 1897 wissenschaftlich benannt wurde. Der Name S. zemni, der bereits 1777 von Erxleben vergeben wurde, erhielt entsprechend der nomenklatorischen Regeln für die wissenschaftliche Namensgebung allerdings Priorität gegenüber den späteren Benennungen.

## Status, Bedrohung und Schutz
Die Podolien-Blindmaus wird von der International Union for Conservation of Nature and Natural Resources (IUCN) als gefährdet eingeordnet, da sie nur in einem vergleichsweise kleinen Gebiet vorkommt. Die Vorkommen innerhalb des Verbreitungsgebietes sind stark verinselt, wodurch es zu einer stark fragmentierten Verbreitung der Tiere kommt. Dadurch wird das konkrete Gebiet, das von den Tieren genutzt wird, auf weniger als 2000 km² geschätzt und die Bestände werden als rückläufig eingestuft.

## Belege
1. 1 2 3 4 5 6 7 8 9 10 11  R.W. Norris: Podolsk Blind Mole-rat – Spalax zemni. In: Don E. Wilson, T.E. Lacher, Jr., Russell A. Mittermeier (Herausgeber): Handbook of the Mammals of the World: Rodents 2. (HMW, Band 7) Lynx Edicions, Barcelona 2017, S. 138. ISBN 978-84-16728-04-6.
2. 1 2  Spalax zemni in der Roten Liste gefährdeter Arten der IUCN 2022. Eingestellt von: K. Tsytsulina, N. Formozov, N., I. Zagorodnyuk, B. Sheftel, 2008. Abgerufen am 13. Juni 2022.
3. 1 2  Spalax zemni. In: Don E. Wilson, DeeAnn M. Reeder (Hrsg.): Mammal Species of the World. A taxonomic and geographic Reference. 2 Bände. 3. Auflage. Johns Hopkins University Press, Baltimore MD 2005, ISBN 0-8018-8221-4.